# Cerro Silla Pata
Cerro Silla Pata är ett berg i Bolivia.   Det ligger i departementet La Paz, i den centrala delen av landet, 400 km nordväst om huvudstaden Sucre. Toppen på Cerro Silla Pata är 5 403 meter över havet.
Terrängen runt Cerro Silla Pata är huvudsakligen mycket bergig. Runt Cerro Silla Pata är det tätbefolkat, med 343 invånare per kvadratkilometer.. Närmaste större samhälle är Cohoni, 9,6 km väster om Cerro Silla Pata. 
Trakten runt Cerro Silla Pata består i huvudsak av gräsmarker.